# Мілачев (Турецький повіт)
Мілачев (пол. Miłaczew) — село в Польщі, у гміні Малянув Турецького повіту Великопольського воєводства.
Населення — 262 особи (2011).
У 1975-1998 роках село належало до Конінського воєводства.

## Демографія
Демографічна структура станом на 31 березня 2011 року:
|          | Загалом | Допрацездатний вік | Працездатний вік | Постпрацездатний вік |
| -------- | ------- | ------------------ | ---------------- | -------------------- |
| Чоловіки | 121     | 34                 | 80               | 7                    |
| Жінки    | 141     | 32                 | 87               | 22                   |
| Разом    | 262     | 66                 | 167              | 29                   |